# Кошкин (Самарская область)
Кошкин — посёлок в Большечерниговском районе Самарской области России. Входит в состав сельского поселения Поляков. Проживают  казахи.

## География
Расположен в 5 км от государственной границы  с Казахстаном. В 6,5 км к северо-востоку от Кошкина проходит автодорога М32. 
Одна улица (примерно 5 домов).

## Население
| 2010 | 2011 | 2012 | 2013 | 2014 | 2015 | 2016 |
| ---- | ---- | ---- | ---- | ---- | ---- | ---- |
| 81   | →81  | ↗82  | →82  | ↘74  | ↘62  | ↘55  |